# Bahnstrecke Bayreuth Altstadt–Kulmbach
| |                      |                                           |                                           |
| Streckennummer: | 5003                 |                                           |                                           |
| Kursbuchstrecke (DB): | zuletzt 851, 842     |                                           |                                           |
| Kursbuchstrecke: | 421g (1946)          |                                           |                                           |
| Streckenlänge: | 36,9 km              |                                           |                                           |
| Spurweite: | 1435 mm (Normalspur) |                                           |                                           |
| Streckenklasse: | C2                   |                                           |                                           |
| Maximale Neigung: | 25,5 ‰               |                                           |                                           |
| |                      |                                           |                                           |
| \| \| \| von Abzw Kreuzstein (Bayreuth Hbf - km 0) \| \| \| \| 5,3 \| Bayreuth Altstadt \| Bayreuth Altstadt \| \| \| \| nach Hollfeld \| \| \| \| \| Bundesstraße 22 \| \| \| \| \| Mistelbach \| \| \| \| 7,1 \| Herzoghöhe \| Herzoghöhe \| \| \| \| \| \| \| \| 9,1 \| Heinersreuth \| Heinersreuth \| \| \| 11,3 \| Unterwaiz \| Unterwaiz \| \| \| 13,0 \| Altenplos \| Altenplos \| \| \| 14,6 \| Aichen \| Aichen \| \| \| \| Rottelb \| \| \| \| 16,0 \| Drossenfeld \| Drossenfeld \| \| \| 17,5 \| Anst Forstgleis (1908–1910) \| Anst Forstgleis (1908–1910) \| \| \| 19,1 \| Neuenreuth (b Thurnau) \| Neuenreuth (b Thurnau) \| \| \| \| Reuthbach \| \| \| \| 24,5 \| Limmersdorf \| Limmersdorf \| \| \| 24,5 \| Anst Holzwerk \| Anst Holzwerk \| \| \| \| Aubach \| \| \| \| 26,3 \| Thurnau \| Thurnau \| \| \| \| Kirschenallee \| \| \| \| 30,1 \| Kasendorf \| Kasendorf \| \| \| \| \| \| \| \| 33,1 \| Krumme Fohre \| Krumme Fohre \| \| \| 37,0 \| Katschenreuth \| Katschenreuth \| \| \| \| 2 Flutbrücken (Roter Main) \| \| \| \| \| Roter Main \| \| \| \| 37,6 \| Anst Steinenhausen \| Anst Steinenhausen \| \| \| 38,9 \| Melkendorf \| Melkendorf \| \| \| \| (Streckenende) \| \| \| \| 39,3 \| KulmbachBayernwerk (Anst, seit ca. 1960) \| KulmbachBayernwerk (Anst, seit ca. 1960) \| \| \| 39,881 \| Kulmbach Müll (Anst) \| Kulmbach Müll (Anst) \| \| \| \| von Bamberg \| \| \| \| 42,172 \| Kulmbach \| 304 m \| \| \| \| nach Hof Hbf \| \| |                      |                                           |                                           |
| Strecke (außer Betrieb) |                      | von Abzw Kreuzstein (Bayreuth Hbf - km 0) | von Abzw Kreuzstein (Bayreuth Hbf - km 0) |
| Bahnhof (Strecke außer Betrieb) | 5,3                  | Bayreuth Altstadt                         | Bayreuth Altstadt                         |
| Abzweig geradeaus und nach links (Strecke außer Betrieb) |                      | nach Hollfeld                             | nach Hollfeld                             |
| Brücke (Strecke außer Betrieb) |                      | Bundesstraße 22                           | Bundesstraße 22                           |
| Brücke über Wasserlauf (Strecke außer Betrieb) |                      | Mistelbach                                | Mistelbach                                |
| Haltepunkt / Haltestelle (Strecke außer Betrieb) | 7,1                  | Herzoghöhe                                | Herzoghöhe                                |
| Brücke (Strecke außer Betrieb) |                      |                                           |                                           |
| Haltepunkt / Haltestelle (Strecke außer Betrieb) | 9,1                  | Heinersreuth                              | Heinersreuth                              |
| Haltepunkt / Haltestelle (Strecke außer Betrieb) | 11,3                 | Unterwaiz                                 | Unterwaiz                                 |
| Haltepunkt / Haltestelle (Strecke außer Betrieb) | 13,0                 | Altenplos                                 | Altenplos                                 |
| Haltepunkt / Haltestelle (Strecke außer Betrieb) | 14,6                 | Aichen                                    | Aichen                                    |
| Brücke über Wasserlauf (Strecke außer Betrieb) |                      | Rottelb                                   | Rottelb                                   |
| Haltepunkt / Haltestelle (Strecke außer Betrieb) | 16,0                 | Drossenfeld                               | Drossenfeld                               |
| Abzweig geradeaus und nach links (Strecke außer Betrieb) | 17,5                 | Anst Forstgleis (1908–1910)               | Anst Forstgleis (1908–1910)               |
| Haltepunkt / Haltestelle (Strecke außer Betrieb) | 19,1                 | Neuenreuth (b Thurnau)                    | Neuenreuth (b Thurnau)                    |
| Brücke über Wasserlauf (Strecke außer Betrieb) |                      | Reuthbach                                 | Reuthbach                                 |
| Haltepunkt / Haltestelle (Strecke außer Betrieb) | 24,5                 | Limmersdorf                               | Limmersdorf                               |
| Abzweig geradeaus und nach rechts (Strecke außer Betrieb) | 24,5                 | Anst Holzwerk                             | Anst Holzwerk                             |
| Brücke über Wasserlauf (Strecke außer Betrieb) |                      | Aubach                                    | Aubach                                    |
| Bahnhof (Strecke außer Betrieb) | 26,3                 | Thurnau                                   | Thurnau                                   |
| Strecke mit Straßenbrücke (Strecke außer Betrieb) |                      | Kirschenallee                             | Kirschenallee                             |
| Haltepunkt / Haltestelle (Strecke außer Betrieb) | 30,1                 | Kasendorf                                 | Kasendorf                                 |
| Brücke (Strecke außer Betrieb) |                      |                                           |                                           |
| Haltepunkt / Haltestelle (Strecke außer Betrieb) | 33,1                 | Krumme Fohre                              | Krumme Fohre                              |
| Haltepunkt / Haltestelle (Strecke außer Betrieb) | 37,0                 | Katschenreuth                             | Katschenreuth                             |
| Brücke über Wasserlauf (Strecke außer Betrieb) |                      | 2 Flutbrücken (Roter Main)                | 2 Flutbrücken (Roter Main)                |
| Brücke über Wasserlauf (Strecke außer Betrieb) |                      | Roter Main                                | Roter Main                                |
| Abzweig geradeaus und von links (Strecke außer Betrieb) | 37,6                 | Anst Steinenhausen                        | Anst Steinenhausen                        |
| Haltepunkt / Haltestelle (Strecke außer Betrieb) | 38,9                 | Melkendorf                                | Melkendorf                                |
| |                      | (Streckenende)                            |                                           |
| Abzweig geradeaus und ehemals nach rechts | 39,3                 | KulmbachBayernwerk (Anst, seit ca. 1960)  | KulmbachBayernwerk (Anst, seit ca. 1960)  |
| Blockstelle | 39,881               | Kulmbach Müll (Anst)                      | Kulmbach Müll (Anst)                      |
| Abzweig geradeaus und von links |                      | von Bamberg                               | von Bamberg                               |
| Bahnhof | 42,172               | Kulmbach                                  | 304 m                                     |
| Strecke |                      | nach Hof Hbf                              | nach Hof Hbf                              |

Die Bahnstrecke Bayreuth Altstadt–Kulmbach war eine Nebenbahn in Bayern. Sie verlief in Oberfranken von Bayreuth über Thurnau nach Kulmbach. Im Volksmund war die heute stillgelegte Strecke als „Thurnauer Bockela“ (im Raum Kulmbach) bzw. „Thurnauer Bockala“ (im Bayreuther Raum) bekannt.

## Geschichte

### Der erste Anlauf 1872–1878
Der Markt Thurnau beantragte am 17. August 1872, die geplante Bahnlinie Forchheim–Hollfeld–Bayreuth nicht nach Bayreuth, sondern über Thurnau nach Kulmbach zu führen, sie über Nordhalben nach Eichicht zu verlängern und so die Strecke an die Bahnlinie nach Jena anzuschließen. Nachdem das Bahnprojekt Forchheim–Plankenfels–Bayreuth im Sommer 1877 in ein konkretes Planungsstadium eingetreten war, modifizierten die Stadt Kulmbach und der Markt Thurnau in einem gemeinsamen Antrag vom 18. Januar 1877 die Thurnauer Vorstellungen von 1872: Jetzt sollte die Bahn von einem Ort in der Nähe Hollfelds von der Bahnlinie Forchheim – Bayreuth abzweigen und dann über Hollfeld – Thurnau nach Kulmbach geführt werden. Die Generaldirektion der Königlich Bayerischen Verkehrsanstalten lehnte diese Vorstellungen aus betriebstechnischen Erwägungen am 16. Mai 1878 entschieden ab.

### Erfolgloser zweiter Anlauf 1880
Nachdem der Einzelantrag des Marktes Thurnau, wenn auch später mit der Stadt Kulmbach verbündet, gescheitert war, richteten die Landgemeinden des Königlichen Amtsgerichtes Thurnau am 13. Oktober 1880 eine Petition an König Ludwig II. von Bayern mit der Bitte, eine Bahnlinie von Bayreuth über Thurnau und Weismain einzurichten. Diese sollte an die Bahnlinien München – Hof/Saale bzw. Hochstadt–Stockheim–Eichicht angebunden werden. Ziel war eine Anbindung Thurnaus an die Magistrale Böhmen – Thüringen, die von Eger über Kirchenlaibach und Bayreuth geführt werden sollte. Ludwig II. lehnte den Antrag ab, da die Bahnlinie nicht zum vordringlichen Bedarf gehörte.

### Erfolg im dritten Anlauf
Etwa zehn Jahre später formierte sich ein Lokalbahnkomitee Thurnau, das mit einem Gesuch vom 14. Januar 1891 das Staatsministerium des Königlichen Hauses und des Äußeren den Bau einer Lokalbahn Bayreuth – Thurnau erbat und eine Streckenführung über Drossenfeld – Langenstadt – Hutschdorf und Kasendorf vorschlug. Fast gleichzeitig beantragte ein Lokalbahnkomitee Kulmbach am 8. März 1891 den Bau einer Lokalbahn Kulmbach – Hollfeld, die über Lanzenreuth, Thurnau, Kasendorf und Wonsees, also über die Fränkische Schweiz, geführt werden sollte. Nachdem die Krone sehr offen für Eisenbahnprojekte war, beauftragte sie die Generaldirektion der Königlichen Bayerischen Verkehrsanstalten, beide Streckenalternativen auf Baukosten und Rentabilität hin zu untersuchen. Beide Streckenführungen blieben im Großen und Ganzen im Rennen. Auf Anregung des Kulmbacher Landtagsabgeordneten Wilhelm Meußdoerffer lud die Generaldirektion die beiden Lokalbahnkomiteen am 20. Juli 1901 zu einer gemeinsamen Besprechung nach Kasendorf ein. Dort wurde beiden Komitees, die sich spontan vereinigten, die Aufnahme einer Lokalbahn Bayreuth – Thurnau – Kulmbach in das nächste Lokalbahngesetz eröffnet. Der Thurnauer Reichsgraf Karl Gottfried von Giech übernahm den Ehrenvorsitz.

### Rangeleien um den Streckenverlauf
An der genauen Streckenführung wurde dennoch einiges geändert. Bei einer Besprechung, zu der die Königlich Bayerische Staats-Eisenbahnen am 2. September 1903 die Lokalbahninteressenten nach Bayreuth eingeladen hatte, wurde die Linienführung endgültig festgelegt. Die beiden wichtigsten Änderungen waren:
- Die Gemeinde Melkendorf erreichte, dass die Lokalbahn über Melkendorf und nicht über Burghaig geführt wurde.
- Reichsgraf von Giech setzte einen Haltepunkt in Krumme Fohre durch, mit dem seine Kalksandsteinfabrik Anschluss an das Bahnnetz erhielt. Dafür schenkte er 43.000 m² Grund.

### Bau

Erster Zug nach Bayreuth im Bahnhof Thurnau mit Lokomotiven der Baureihen D XI (vorn) und ML 2/2, 26. Juni 1909

Nachdem das Lokalbahngesetz vom 10. August 1904 den Bau der Linie neben 29 weiteren Lokalbahnen genehmigt hatte, erfolgte am 1. Mai 1907 auf der Teilstrecke Thurnau–Kulmbach und am 1. Februar 1908 auf der Teilstrecke Bayreuth–Thurnau der erste Spatenstich. Die an der Bahn liegenden Gemeinden hatten die unentgeltliche Abgabe der notwendigen Flächen aus ihrem Eigentum zugesagt.
Die Bauarbeiten erfolgten in Handarbeit, wobei Geländewellen ausgeglichen, Bahndämme geschüttet und Einschnitte gegraben werden mussten. Zum Transport der Erdmassen stand, neben Pferdefuhrwerken, eine Schmalspurbahn (Spurweite 750 mm) mit einer Dampflokomotive und Rollwagen zur Verfügung.
Verlegt wurden bereits gebrauchte, 6 Meter lange Schienen der Form I auf Holzschwellen. Als Gleisbettung wurden Sandstein, Jurakalk aus Plankenfels, Hornblendegneis aus Marktschorgast und Granit aus dem Fichtelgebirge verwendet. Dieser Oberbau ließ eine Achslast von 14 Tonnen zu.
Der Abschnitt Thurnau–Kulmbach wurde am 11. Oktober 1908, der Abschnitt Bayreuth–Thurnau am 26. Juni 1909 eröffnet. Der öffentliche Verkehr wurde am 28. Juni 1909 aufgenommen.

## Streckenbeschreibung

### Verlauf
Die Strecke zweigte am Bahnhof Bayreuth Altstadt (Lage) von der Lokalbahn nach Hollfeld in nördlicher Richtung ab. Am Hang des Roten Hügels erreichte sie Herzoghöhe, die letzte Station im Stadtgebiet. Sich nun nach Nordwesten wendend senkte sie sich ins Tal des Roten Mains hinab, dessen Sohle sie hinter Aichen erreichte. Nach Neuenreuth am Main begann der kurvenreiche Anstieg durch den Limmersdorfer Forst zum Scheitelpunkt kurz vor Limmersdorf, von dort führte sie talwärts nach Thurnau, dem früheren Streckenmittelpunkt. Über Krumme Fohre, Katschenreuth und Melkendorf erreichte die Strecke schließlich Kulmbach. Die größte Neigung gab es mit über 25,0 ‰ bei Limmersdorf.
Zwischen Bayreuth und Thurnau entstanden 76 schienengleiche Straßen- und Wegübergänge (Überfahrten), bis Kulmbach weitere 39. Auf insgesamt 34 davon musste aus Sicherheitsgründen eine Geschwindigkeitsbeschränkung vorgeschrieben werden. In Altenplos folgten fünf Wegübergänge dicht aufeinander.

### Kunstbauten

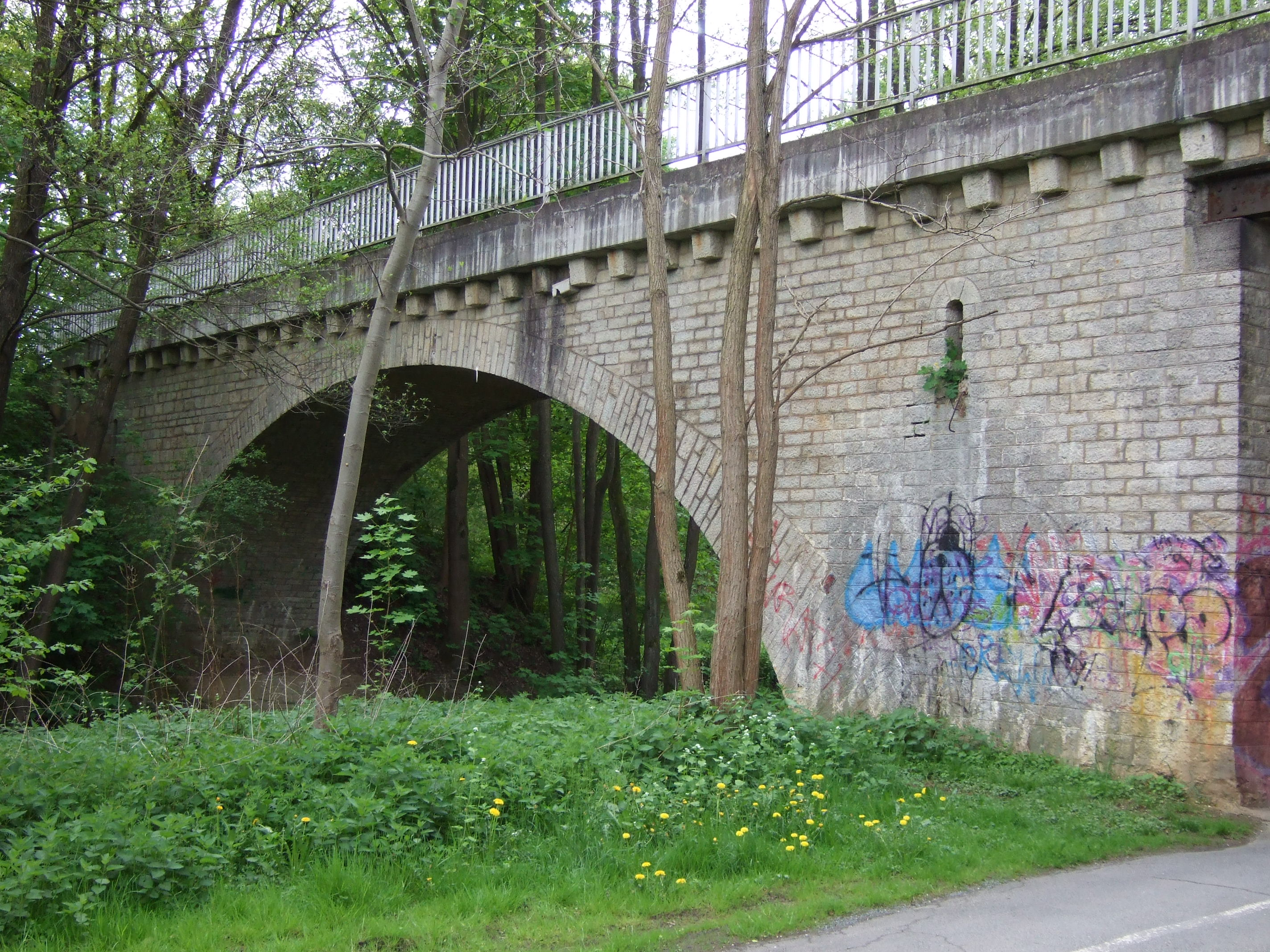
Brücke über den Mistelbach in Bayreuth

Zu den 23 Brücken kam eine große Zahl kleinerer Durchlässe sowie eine Wegüberführung in Thurnau. Vier größere Kunstbauten sind erwähnenswert:
- Die Kalkbruchsteinbrücke über den Mistelbach in Bayreuth Altstadt, mit einer lichten Weite von 18 Meter.
- Die Schorrmühlbrücke über den Aubach bei der Schorrmühle in Thurnau, eine mittlerweile (2004?) abgerissene Bogenbrücke aus Beton mit zwei Öffnungen (lichte Weite jeweils: 16 Meter).
- Die Brücke über den Roten Main bei Katschenreuth, eine Blechbalkenkonstruktion mit einer lichten Weite von 25 Meter. Westlich davon existierten zwei kleinere Flutbrücken.
- Die einzige Wegüberführung befand sich in Thurnau, wo die Kirschenallee die Bahn auf einer Bogenbrücke mit 10,5 Meter lichter Weite kreuzte.

### Betriebsstellen

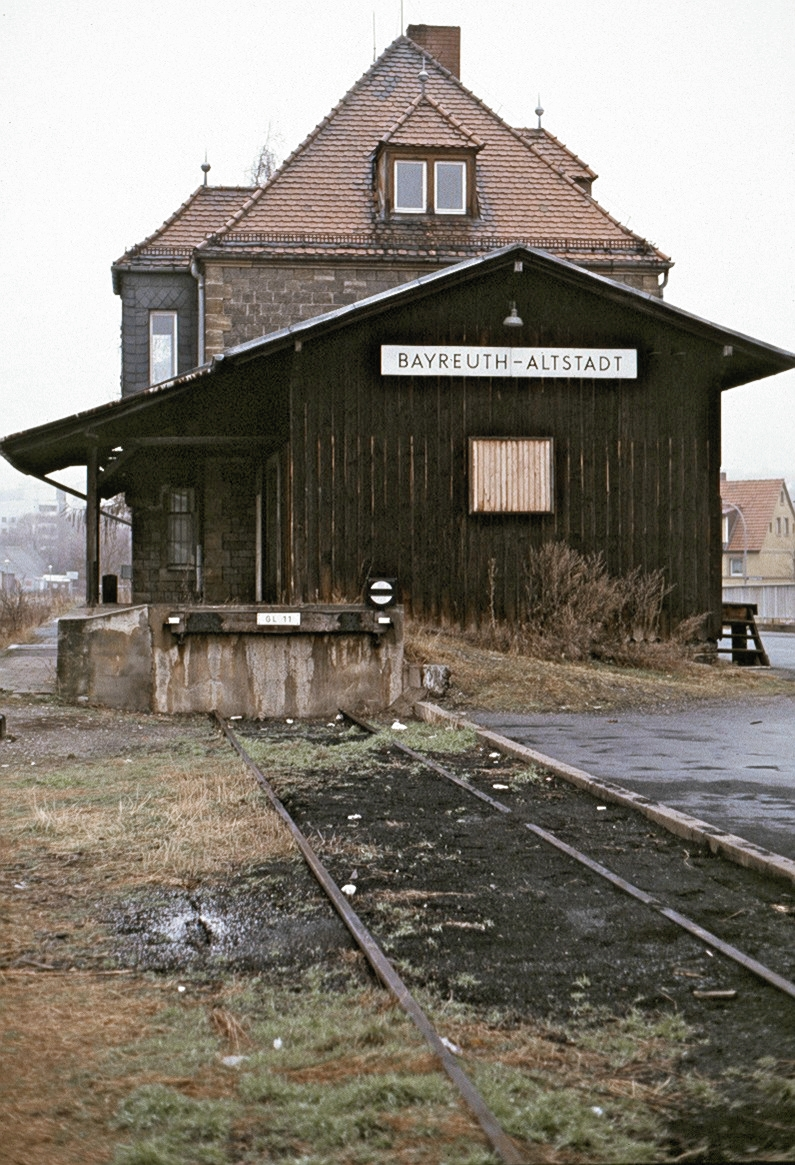
Bahnhof Altstadt 1987

Außer den beiden Anschlussstationen Bayreuth Altstadt und Kulmbach bestanden folgende Verkehrsstellen:
- Herzoghöhe (Haltepunkt mit Ladestelle)

Ein nicht unbedeutender Teil des Personenverkehrs aus und in Richtung Thurnau wurde über die Bayreuther Bahnstation Herzoghöhe abgewickelt. So sparte man sich einen zeitraubenden und kostspieligen Umweg, da die Bahn bis zum Hauptbahnhof die Stadt in einem Dreiviertelkreis umrundete. Zeitweise war das Ladegleis über eine zweite Weiche an das Streckengleis angeschlossen, um ein Umfahren des Zugs durch die Lokomotive zu ermöglichen.
- Heinersreuth (Haltepunkt mit Ladestelle)
- Unterwaiz (Haltepunkt)
- Altenplos (Haltepunkt mit Ladestelle)
- Aichen (Haltepunkt)
- Drossenfeld (Bahnhof)
- Neuenreuth b. Thurnau (Haltepunkt mit Ladestelle und Anschlussgleis)
- Limmersdorf (Haltepunkt mit Ladestelle)
- Thurnau (Bahnhof)

Der Bahnhof verfügte über zwei Hauptgleise, ein Gleis für die Fahrten der Lokomotiven vom und zum Maschinenhaus, einen Gleisstutzen für die Hinterstellung von Wagen, ein Weichentrapez mit zwei Ladegleisen, einen Gleistutzen am höherliegenden Holzlagerplatz und einen weiteren für zwei Lagerhallen. Der Lokomotivschuppen war zweigleisig, es gab insgesamt zwölf Weichen, darunter eine Doppelte Kreuzungsweiche. An Bahngebäuden existierten ein barackenähnliches hölzernes Bahnhofsgebäude, eine ebensolche Güterhalle und ein etwas abgelegenes Aborthäuschen. Das Maschinenhaus mit den Räumen für übernachtende Eisenbahner war gemauert, der angebaute zweiständige Lokschuppen aus Holz errichtet. Für die Thurnauer Eisenbahner gab es ein zweistöckiges Wohnhaus mit Holzlege. Unmittelbar am nördlichen Bahnhofsende befand sich die niveaugleiche Kreuzung mit der Bahnhofstraße.
- Kasendorf (Bahnhof)
- Krumme Fohre (Haltepunkt mit Ladestelle)
- Katschenreuth (Haltepunkt mit Ladestelle)
- Melkendorf (Haltepunkt mit Ladestelle)

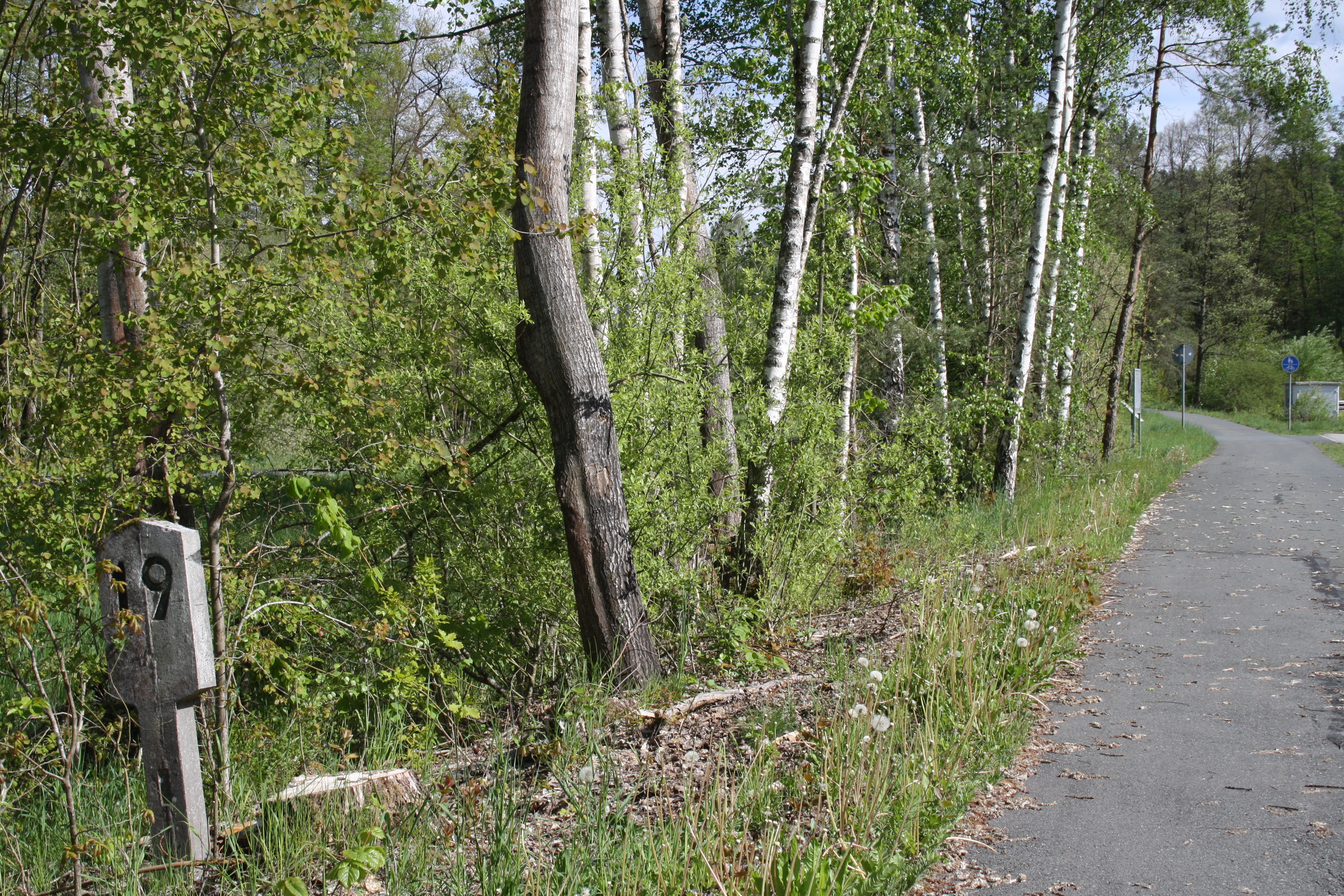
Von der Haltestelle Neuenreuth existiert nur noch ein Kilometerstein
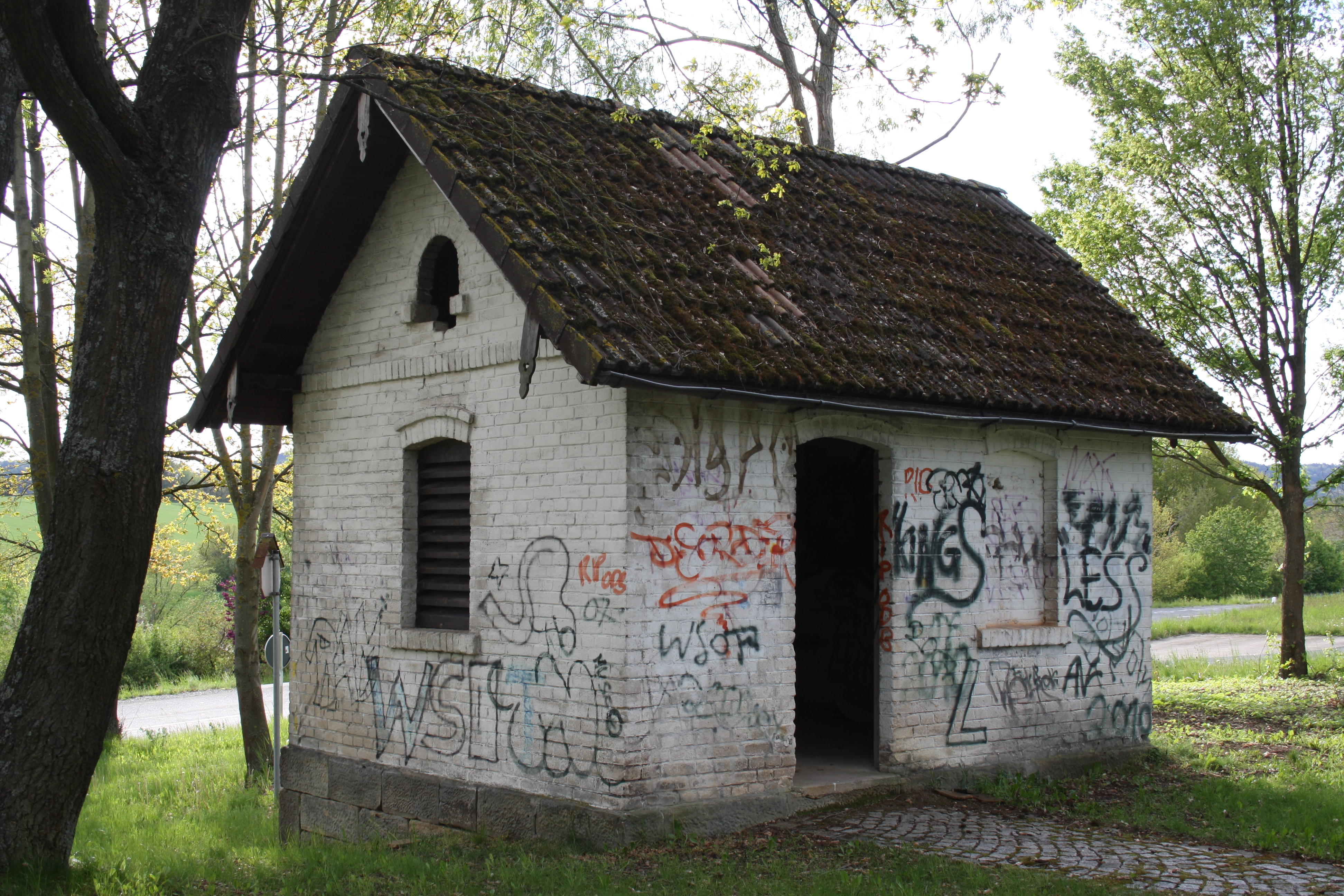
Stationsgebäude Limmersdorf
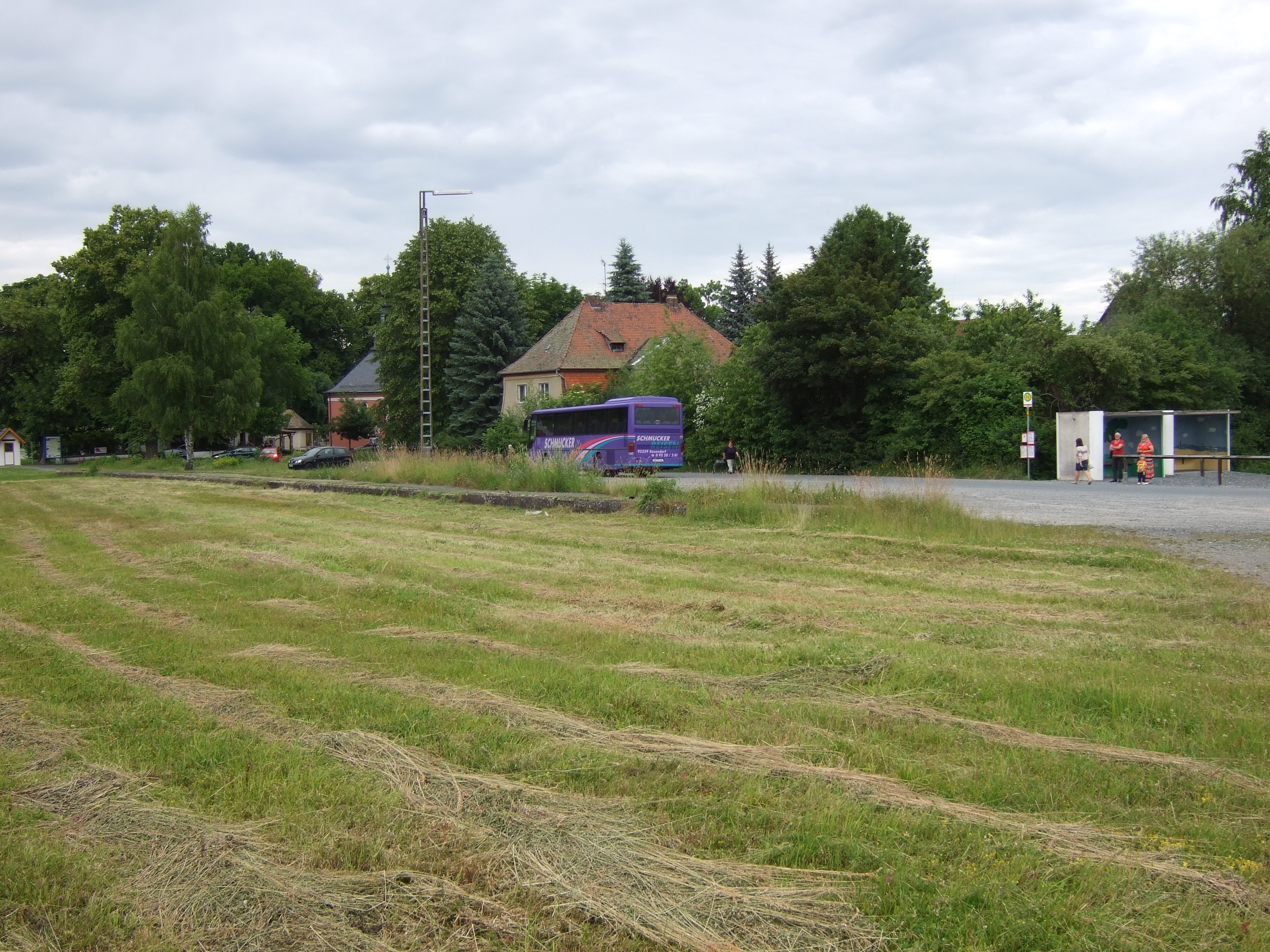
Wiese statt Gleise und verbliebene Bahnsteigkante in Thurnau (2013)
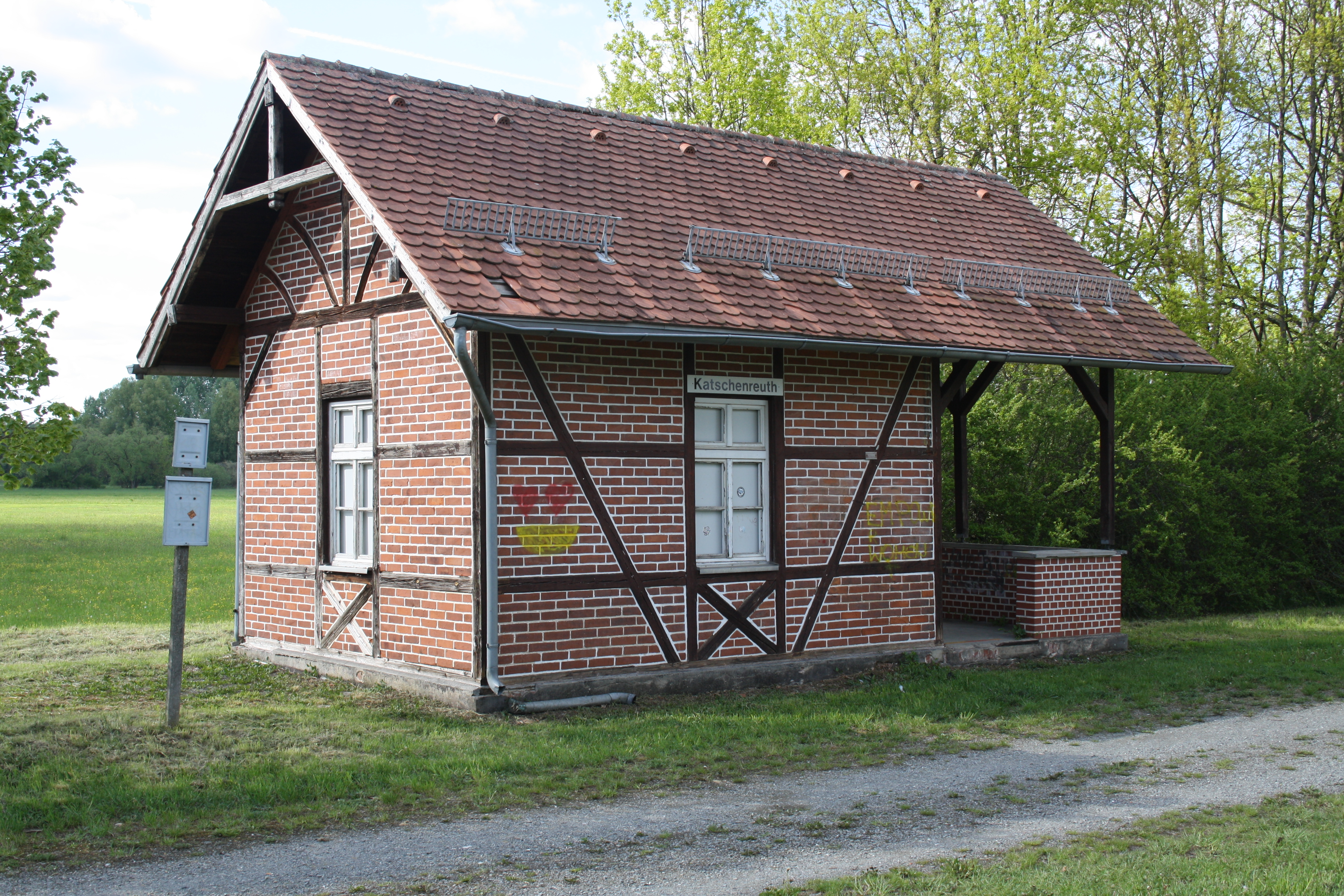
Stationsgebäude Katschenreuth

### Gleisanschlüsse
| Gleisanschluss | Streckenkilometer | Anmerkungen |
| -------------- | ----------------- | --- |
| Forstgleis     | 17,5              | 1908–1910; Sondergleis für den Abtransport des durch den Nachtschmetterling Nonne geschädigten Nutzholzes im Limmersdorfer Forst |
| Holzwerk       | 24,5              | Anschluss mit Umsetzgleis, direkt aus dem Bahnhof Limmersdorf abgehend                                                           |
| Kunstmühle     | 37,6              | Steinenhausen |
| Bayernwerk     | 39,2              | Einrichtung vor 1960 |

## Verkehr

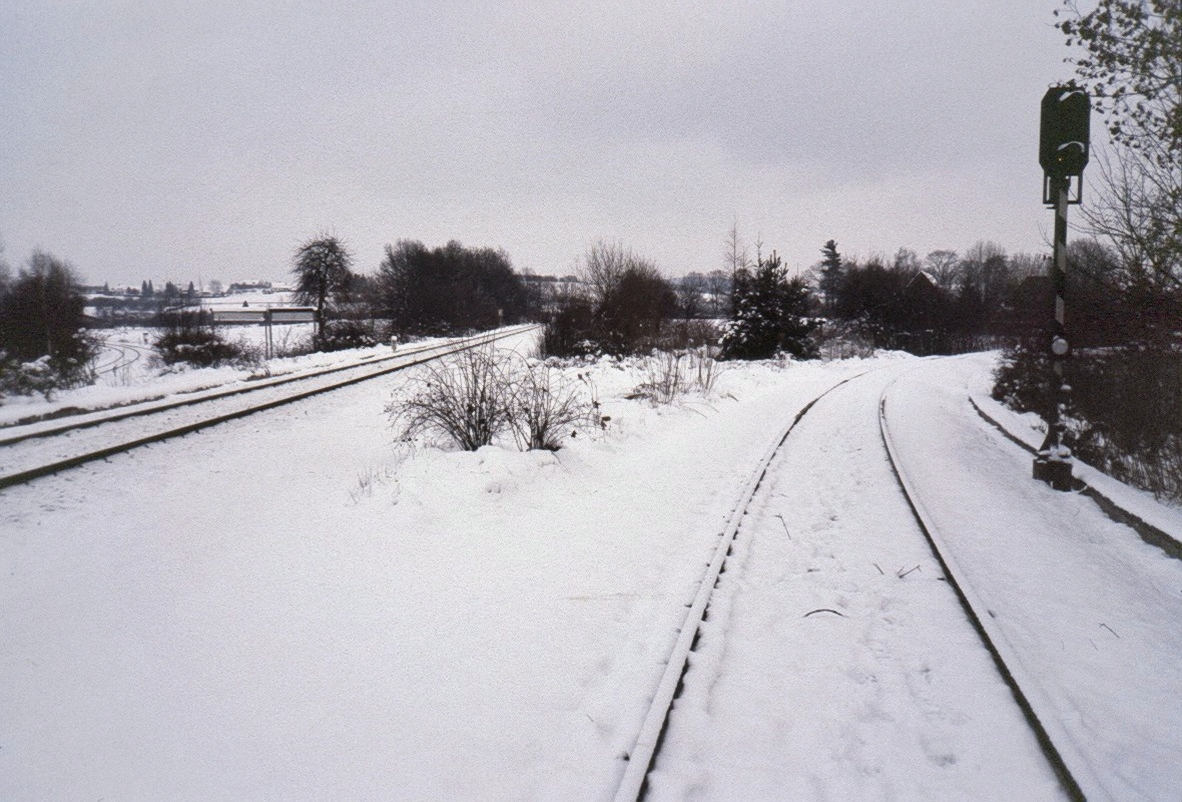
Abzweig Kreuzstein (links die Strecke nach Weiden, mittig nach Schnabelwaid, rechts nach Hollfeld und Thurnau), 1986

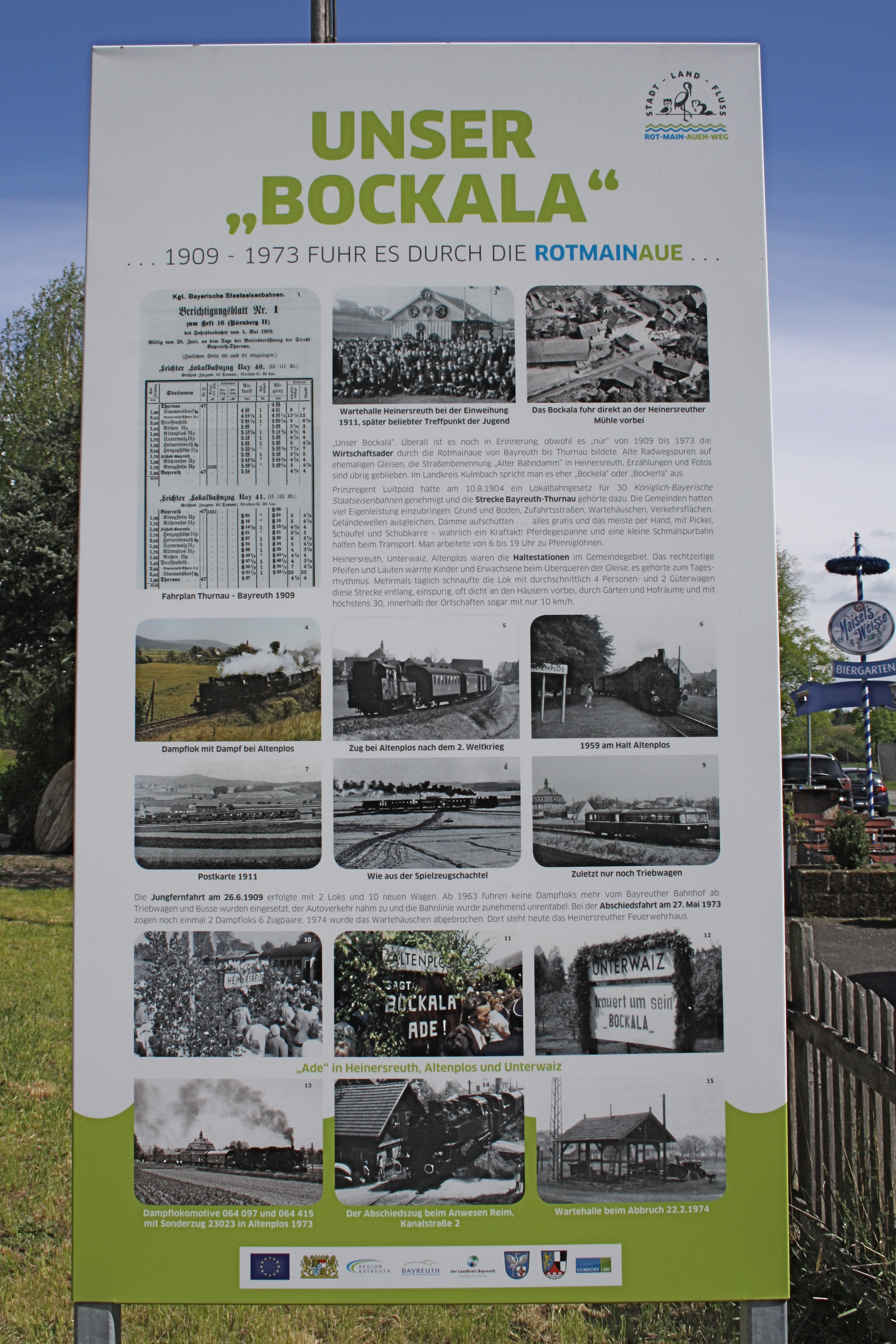
Infotafel zur Bahn in Altenplos

Die Strecke kann nicht getrennt von der Bahnstrecke Bayreuth–Hollfeld betrachtet werden. Bis auf die Zeit von April 1945 bis Mai 1947, als die Thurnauer Züge aufgrund von Bombenschäden in Herzoghöhe begannen und endeten, war der Hauptbahnhof Bayreuth Ausgangs- und Endpunkt der Züge auf dem südlichen Streckenteil. Am südlichen Ende des Hausbahnsteigs verfügten sie über ein eigenes Stumpfgleis, südlich der Tunnelstraße über ein Hinterstellgleis. Von hier wurde bis zur Abzweigstelle Kreuzstein (km 1,6) das Gleis der 1877 in Betrieb genommenen eingleisigen Hauptbahn nach Schnabelwaid mitbenutzt, anschließend bis Bayreuth Altstadt (km 5,3) das der 1904 eröffneten Nebenbahn nach Hollfeld. Die beiden Zwischenstationen Kreuzstein und Röhrensee wurden auch von den Thurnauer (bzw. Kulmbacher) Zügen bedient. Anlässlich der Eröffnung der Bahn nach Thurnau wurde der Bahnhof Altstadt umgebaut und erhielt ein zweites Hauptgleis mit Bahnsteigkante.
→ Hauptartikel: Bahnstrecke Bayreuth–Hollfeld
Der erste Zug verkehrte von Kulmbach nach Thurnau als Probefahrt am 10. Oktober 1908, einen Tag vor der offiziellen Eröffnung. Die Fahrt von Thurnau nach Kulmbach dauerte 42 Minuten gegenüber knapp zwei Stunden mit der Postkutsche. Laut erstem Fahrplan verkehrten täglich drei Personenzugpaare. Die Lokomotiven und das Personal übernachteten in Thurnau, wo sich ein Maschinenhaus mit zweiständigem Lokschuppen befand.
Auf der Bayreuther Strecke gab es ebenfalls drei Zugpaare am Tag, auch hier wurde in Thurnau genächtigt. Durchgehende Züge von Bayreuth über Thurnau nach Kulmbach waren im Regelfahrplan nicht vorgesehen, in dieser Relation fuhr man schneller über Neuenmarkt. Während des Ersten Weltkriegs versah eine einzige Lokomotive den reduzierten Dienst (zwei Zugpaare je Streckenast) auf der gesamten Strecke.
Im Güterverkehr wurde, von Thurnau ausgehend, je ein Güterzug nach Bayreuth und Kulmbach und zurück gefahren. Mit dem Ausbruch des Ersten Weltkriegs wurde auf eine „saubere“ Trennung zwischen Personen- und Güterverkehr verzichtet, die anfallenden Güterwagen wurden Personenzügen beigestellt. Erst 1937 wurde in der Kulmbacher Relation wieder ein drittes werktägliches Personenzugpaar eingeführt.
Aufgrund der Zerstörungen der Stadt Bayreuth durch Fliegerbomben im April 1945 endeten die Thurnauer Züge während der letzten Kriegswochen bereits in Herzoghöhe. Da die Lok den Wagenzug dort nicht mehr umfahren konnte, wurde er nach Thurnau zurückgeschoben. Überliefert sind amerikanische Jagdbomberangriffe auf den Zug, am 9., 11. und 12. April bei bzw. in Altenplos, wobei es mehrere Tote und Schwerverletzte gab.
Anfang August 1945 verkehrte der erste fahrplanmäßige Zug wieder nach Bayreuth, diesmal durchgehend aus Kulmbach und aufgrund der Zerstörung des Hauptbahnhofs weiterhin nur bis Herzoghöhe. Erst im Mai 1947 wurde auf dem Bayreuther Ast der Vorkriegsstand wieder erreicht. Der Fahrplan in Richtung Kulmbach wurde in den Nachkriegsjahren aufgestockt und erreichte 1949 die Zahl von sechs werktäglichen Personenzugpaaren, sonntags verkehrten vier Zugpaare.
Im Mai 1953 wurde der Fahrplan grundlegend umgestaltet. In einem gemeinsamen Umlauf für beide Streckenäste verkehrten nun Schienenbusse der Baureihe VT 95. Zwischen Thurnau und Kulmbach waren es 15 Züge am Tag, in der Bayreuther Relation zwölf (sechs Zugpaare), unter denen aber nach wie vor lokbespannte Wagenzüge waren.

## Fahrzeuge
Dampfgetriebene Motorlokomotiven der Baureihe ML 2/2 waren bis in die 1920er Jahre in Thurnau stationiert. Die 1906 bis 1908 von Maffei in München gebauten zweiachsigen Heißdampflokomotiven waren bei der Inbetriebnahme der Strecke das Modernste für bayerische Lokalbahnen. Sie wurden vom Lokomotivführer allein bedient, auf einen zweiten Mann, den Heizer, konnte verzichtet werden. Ihre Leistung war jedoch gering, auf der Thurnauer Strecke mit Steigungen bis 1:40 konnte sie maximal sechs Lokalbahnwagen ziehen. Bei Lasten über 60 Tonnen wurden mitunter zwei Lokomotiven mit den Führerhäusern aneinandergekuppelt, so dass der Lokführer durch die offenen rückwärtigen Türen beide Maschinen bedienen konnte. Die ML 2/2 war störanfällig und oft reparaturbedürftig, bereits Anfang der 1920er Jahre wurde die Baureihe ausgemustert.
Die geringe Leistung der ML 2/2 war der Grund dafür, dass auf der steigungsreichen Strecke von Anfang an der Güter- vom Personenverkehr getrennt wurde. Die Güterzüge wurden von der Baureihe D XI gezogen, einer seit 1895 auf den bayerischen Nebenbahnen weit verbreiteten, bis 1914 beschafften Tenderlokomotive. Mit drei angetriebenen von vier Achsen entwickelte die später als Baureihe 98.4 bzw. 98.5 bezeichnete Maschine eine Leistung von 320 PS.
Nachfolger der ML 2/2 wurden die etwas stärkeren dreiachsigen Lokomotiven der Gattung D IX (spätere BR 70.71). Diese Bauart war für den Nahverkehr auf Hauptbahnen konzipiert worden und für die Thurnauer Bahn ebenfalls nur bedingt geeignet. Mit ihren großen Treibrädern erreichte sie eine Höchstgeschwindigkeit von 65 km/h, die sie hier (zugelassene Höchstgeschwindigkeit 40 km/h) nicht ausfahren konnte, und tat sich auf den Steigungen ebenfalls schwer.
Für die Gebirgs-Lokalbahn Bad Reichenhall–Berchtesgaden waren 1888 die Lokomotiven der Gattung D VIII entwickelt und nach deren Elektrifizierung dort überflüssig geworden. Insgesamt vier Maschinen dieser späteren Baureihe 98.6 waren ab 1927 in Thurnau beheimatet, die letzte wurde 1932 ausgemustert. Es waren vierachsige Tenderlokomotiven mit drei angetriebenen Achsen und einer Höchstgeschwindigkeit von 45 km/h.
1932 erhielt der Lokomotivbahnhof Thurnau fabrikneue Dampfloks der Baureihe 98.10. In jener Zeit beschaffte die Deutsche Reichsbahn-Gesellschaft seit längerem nur noch die sogenannten Einheitslokomotiven, machte für Bayern aber eine letzte Ausnahme. Die Firma Krauss-Maffei in München lieferte 45 fünfachsige (bei vier Antriebsachsen) Exemplare der 450 PS leistenden Maschinen. Nach der Aufhebung des Lokomotivbahnhofs Thurnau wurden sie 1938 zum Bahnbetriebswerk Bayreuth umstationiert, bleiben aber bis 1948 auf der Strecke.
Die letzte Dampflokgattung im Thurnauer Land wurde die Baureihe 98.11. Diese Maschinen waren Umbauten der bayerischen Gattung GtL 4/4 (Baureihe 98.8–9) von 1911, der man ab 1934 zur Verbesserung der Laufeigenschaften vorn eine nicht angetriebene Laufachse zufügte. Sie verkehrten bis zur Einstellung des Dampfbetriebs auf der Strecke im Jahr 1962.
Die während der Abschiedsfahrt eingesetzten Dampflokomotiven der Baureihen 64 und 86 hatten die Strecke nie befahren. Vor einem Arbeitszug war hingegen mindestens einmal auch eine Bayerische PtL 2/2 (Glaskasten) auf die Strecke gekommen.
Ab 1953 kamen im Personenverkehr Schienenbusse der Baureihe VT 95 zum Einsatz. Nach dem Ende des Dampfbetriebs wurden die verbliebenen Wagenzüge von Diesellokomotiven der Baureihe V 100 befördert.

## Stilllegung

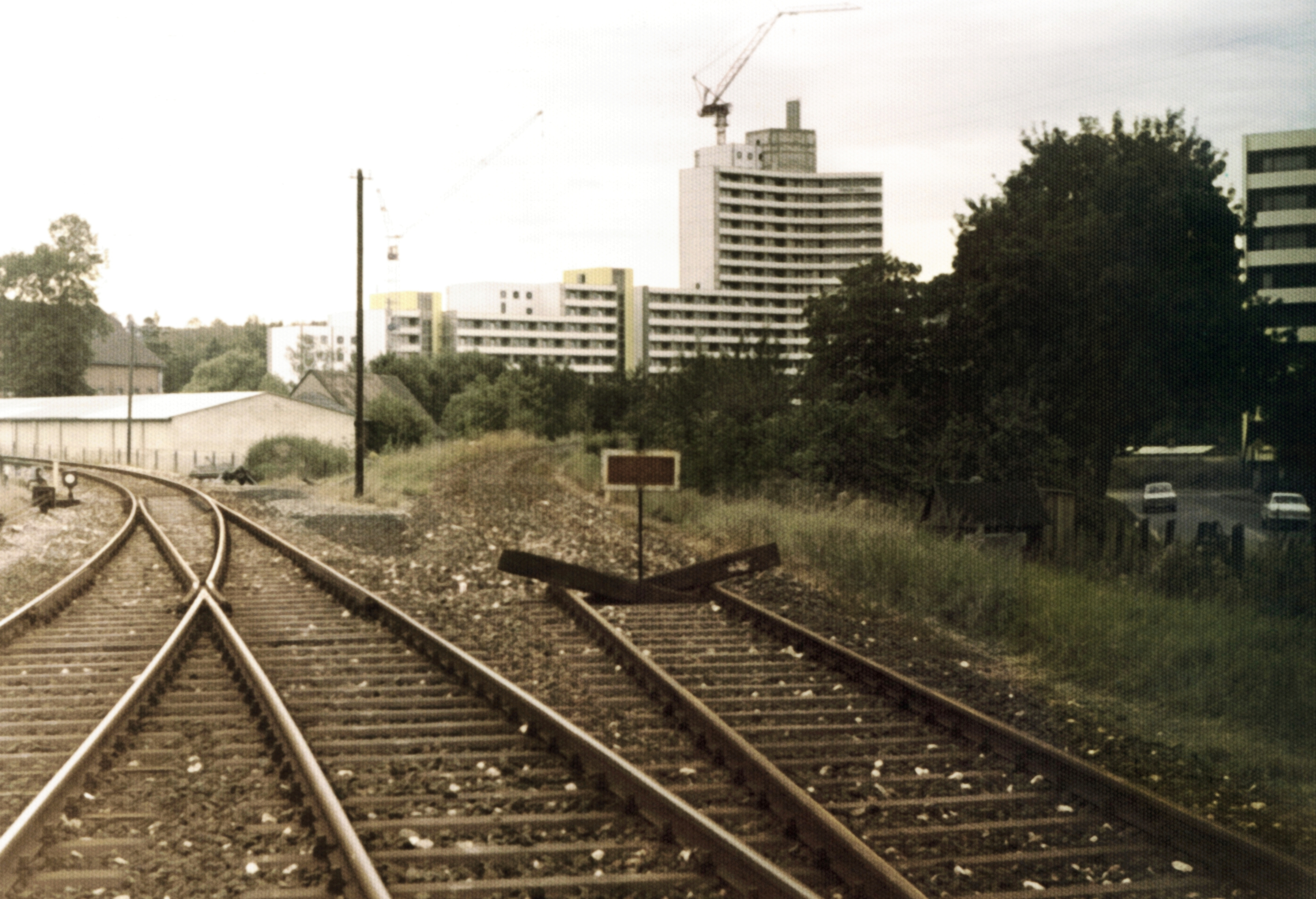
Bahnhof Bayreuth Altstadt: Richtung Kulmbach ist das Gleis bereits abgebaut, nach Hollfeld wird noch gefahren (1974)

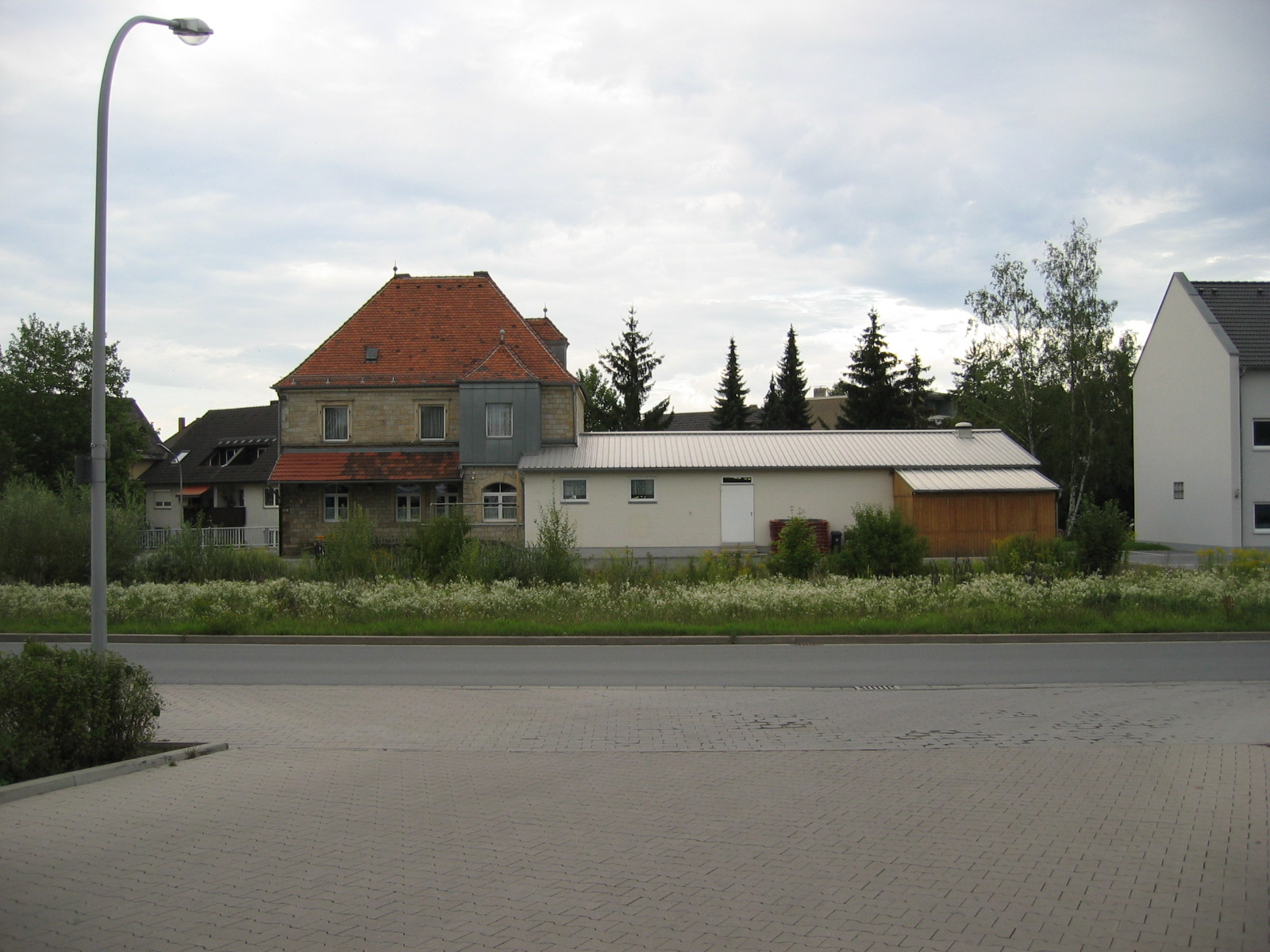
Bahnhof Bayreuth Altstadt von Süden (2006)

Am 27. Mai 1973 wurde für den Abschnitt Bayreuth-Altstadt–Thurnau ein Abschiedstag organisiert, in dessen Verlauf ein aus 16 Wagen bestehender Personenzug zwischen 9.30 Uhr und 20.45 Uhr sechsmal zwischen dem Bayreuther Hauptbahnhof und Thurnau pendelte. Gezogen wurde er von zwei Loks der Baureihe 64, die Tender an Tender gekuppelt waren; am Schluss des Zugs lief eine Dampflok der Baureihe 86. Zugführer und Schaffner hatten altbayerische Uniformen angelegt, das zahlreiche Publikum trat teilweise in alten Trachten auf. Die Haltestellen waren festlich geschmückt, historische Feuerspritzen wurden präsentiert und eine Musikkapelle spielte. Prominenz, Rundfunk und Presse waren vor Ort, in Thurnau hielt der Bayreuther Oberbürgermeister Hans Walter Wild eine Abschiedsrede.
Der letzte reguläre Personenzug zwischen Bayreuth und Thurnau verkehrte am 2. Juni 1973. Seit dem 3. Juni 1973 ist der Personenverkehr auf dem Abschnitt Bayreuth–Thurnau eingestellt, gleichzeitig der Güterverkehr Bayreuth–Drossenfeld. Ab 30. Dezember 1982 folgte auch der Güterverkehr Thurnau–Drossenfeld. Die Gleisanlagen wurden bis zum 7. Dezember 1983 vollständig zurückgebaut, u. a. auch im Zuge des Neubaus der B 85 mit der Ortsumgehung Neudrossenfeld. Die Gleisanlagen im Bahnhof Thurnau wurden erheblich reduziert. Das Empfangsgebäude Thurnau und die dazugehörende Güterhalle wurden im Dezember 1985 abgerissen, das Empfangsgebäude in Drossenfeld 1987.
Die beiden Einbogen-Steinbrücken im Stadtgebiet Bayreuth über die Bamberger Straße (Lage) direkt nordwestlich des Bahnhofs Bayreuth-Altstadt und über die Adlerstraße (Lage) wurden bereits Mitte der 1970er-Jahre abgebrochen. Der Bahndamm wurde als städtischer Radweg umgebaut und wird teilweise als Weg zu den in den 1980er-Jahren erbauten Häusern an der Lotzbeckstraße genutzt. Im Stadtplan wird die ehemalige Bahnstrecke als „Thurnauer Weg“ ausgewiesen.
Am 3. September 1993 wurde auch der Personenverkehr im letzten Teilstück Kulmbach – Thurnau endgültig eingestellt, gleichzeitig der Güterverkehr Melkendorf – Thurnau. Der Güterverkehr bis Melkendorf war noch bis zum 31. Dezember 1998 möglich, seitdem wird nur noch die Anschlussstelle bedient. Die Gleise liegen nur noch vom Bahnhof Kulmbach bis zum Bahnübergang in Melkendorf (Mai 2007).
Die ehemalige Bahntrasse wurde in den 1970er-Jahren von Bayreuth-Oberobsang (Kreuzung der B 85 mit der Himmelkronstraße) bis Heinersreuth (Ende der Bayreuther Straße kurz vor Ortsbeginn) zum Ausbau der B 85 herangezogen. Der Drossenfelder Weg und die Drossenfelder Straße verlaufen auf der früheren Trasse der B 85. Der Bahnübergang am heutigen Ende der Bayreuther Straße galt als sehr gefährlich, weil die Straße anstieg und die Bahntrasse in sehr spitzem Winkel schnitt.
Der überwiegende Rest wurde als Bahntrassenweg zum Rotmain-Radweg von Bayreuth nach Kulmbach umgebaut.

## Sonstiges

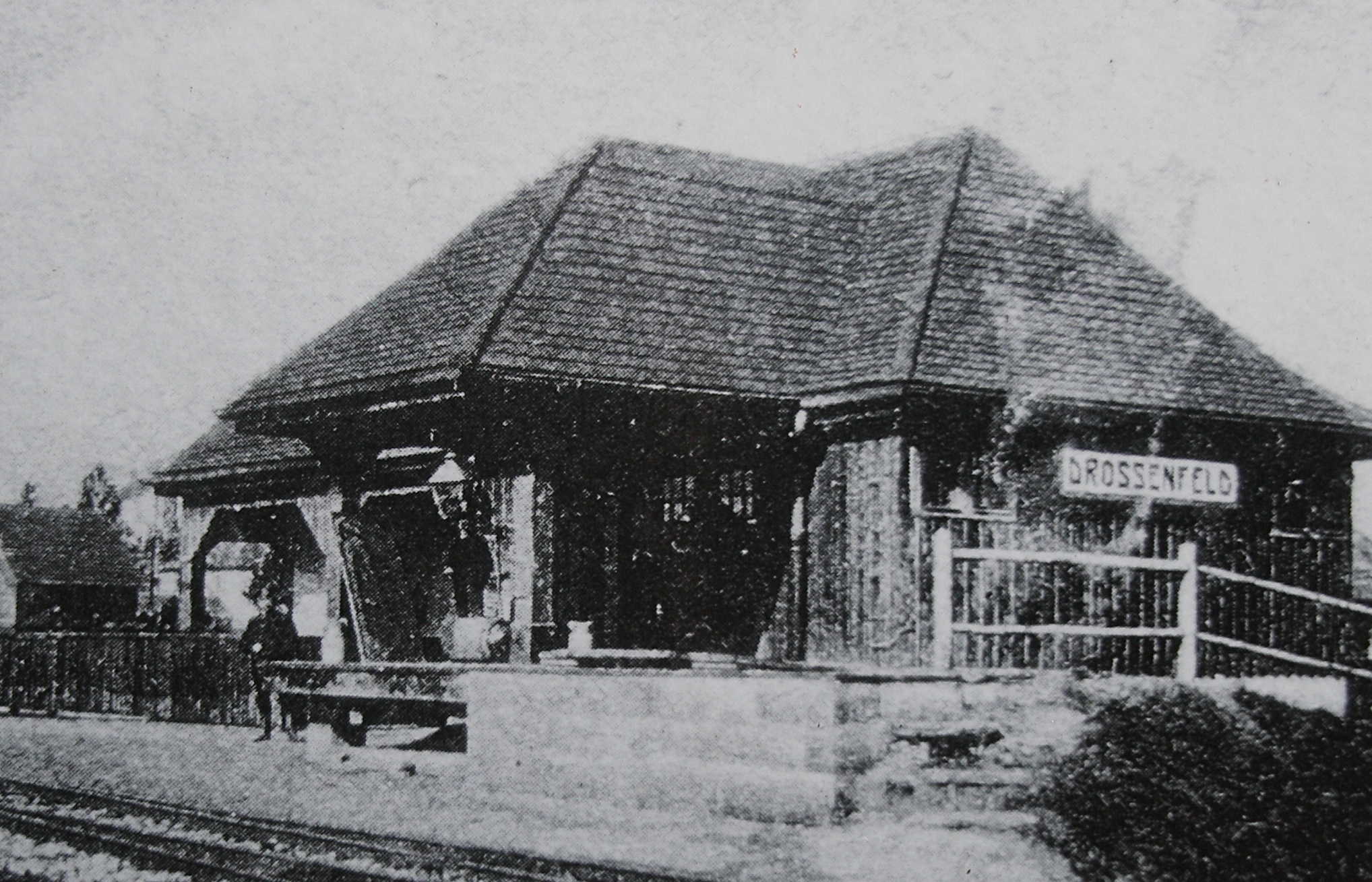
Bahnhof Drossenfeld um 1915

### Bahnstationen
- Ein Ort Drossenfeld hat zur Zeit des Bahnbaus nicht existiert. Der Bahnhof befand sich in Altdrossenfeld, nicht weit davon lag der größere Ort Neudrossenfeld. Die Namensgebung hatte salomonischen Charakter.[6]
- Am 27. April 1908 baten die Gemeinden Proß, Lopp und Peesten um die Einrichtung einer Haltestelle zwischen Krumme Fohre und Katschenreuth. Wegen der dortigen langen Steigung von 20 ‰ auf fast drei Kilometern Länge wurde dem Antrag nicht stattgegeben.
- In Herzoghöhe war seit 1929 Karl Heuberger als Fahrkartenverkäufer tätig. Als „seine“ Station am 1. April 1968 in eine unbesetzte Haltestelle umgewandelt wurde, beendete er seinen Dienst als ältester aktiver Eisenbahner Deutschlands im Alter von 83 Jahren.[7]

### Bahnbau
- Eine Münchner Baufirma beschäftigte im Abschnitt von Unterobsang bis Krumme Fohre italienische Gastarbeiter. Zwischen ihnen und den Einheimischen kam es mehrfach zu Auseinandersetzungen, weshalb das Königliche Bezirksamt Kulmbach den anliegenden Gemeinden die Kirchweihfeste untersagte.
- Auf den Baustellen gab es Kantinen, die Brotzeiten und Bier verkauften. Viele der einheimischen Arbeiter ließen sich das Essen aber von ihren Angehörigen an den Arbeitsplatz bringen. Die Italiener bereiteten sich Spaghetti an Ort und Stelle zu.[8]